# Cyphocarpa welwitschii
Cyphocarpa welwitschii är en amarantväxtart som först beskrevs av John Gilbert Baker, och fick sitt nu gällande namn av Charles Baron Clarke. Cyphocarpa welwitschii ingår i släktet Cyphocarpa, och familjen amarantväxter. Inga underarter finns listade i Catalogue of Life.